# Анденко, Сергей Анатольевич
Серге́й Анато́льевич Анде́нко (род. 5 марта 1954) — российский политический деятель, заместитель председателя Законодательного собрания Санкт-Петербурга, руководитель фракции «Единая Россия», депутат Законодательного собрания Санкт-Петербурга 2—5-го созывов (1998—2016). Полковник медицинской службы, заслуженный врач РСФСР.

## Биография
Родился 5 марта 1954 года в Ленинграде. В 1977 году окончил 3-й факультет Военно-медицинской академии имени С. М. Кирова. Прошёл путь от хирурга авиационной части до помощника начальника клиники общей хирургии ВМА по лечебной работе.

### Медицинская служба
Более двух лет занимался спасением раненых в период военной кампании в Афганистане, принимая непосредственное участие в боевых действиях. Завершил службу в Афганистане заместителем главного анестезиолога-реаниматолога 40-й армии в звании майора медицинской службы.
Вернувшись в Ленинград, продолжил службу в Военно-медицинской академии. Неоднократно выполнял задания в экстремальных условиях, руководил специальными медицинскими группами по спасению раненых и пострадавших во время землетрясения в Армении (Ленинакан, Спитак, 1988), военных конфликтов Азербайджане (Баку, 1990), Молдавии и Приднестровье (Бендеры, Тирасполь, 1992). В 1995—1996 годах принимал непосредственное участие в спасении военнослужащих Российской Армии, получивших ранения на Северном Кавказе. Врач анестезиолог-реаниматолог высшей категории. Полковник медицинской службы.

### Политическая деятельность
В 1998 году избран депутатом Законодательного собрания Санкт-Петербурга второго созыва от Выборгского района. Являлся председателем постоянной комиссии по здравоохранению и экологии, членом бюджетно-финансового комитета и членом счётной комиссии.
В 2002 году с отличием защитил диплом Северо-Западной академии государственной службы по специальности «государственное и муниципальное управление».
В дальнейшем трижды избирался депутатом Законодательного Собрания Санкт-Петербурга: в декабре 2002 года — третьего, в марте 2007-го — четвёртого, 4 декабря 2011-го — пятого созывов.
В марте 2007 года большинством голосов избран заместителем Председателя Законодательного Собрания Санкт-Петербурга. Переизбран 18 января 2012 года. Член постоянной комиссии по социальным вопросам и член комиссии по устройству государственной власти, местному самоуправлению и административно-территориальному устройству.

## Награды
- орден Красной Звезды
- орден «За службу Родине в Вооружённых Силах СССР» III степени
- медаль ордена «За заслуги перед Отечеством» II степени (июль 2010)
- орден Красного Знамени (Афганистан)
- медали СССР и Российской Федерации
- заслуженный врач РСФСР
- Почётный знак «За особый вклад в развитие Санкт-Петербурга» (2014)
- Золотая медаль Законодательного собрания Санкт-Петербурга (2014)[2]
- диплом и мантия Почётного доктора Российской Военно-медицинской академии (2008)

## Семья
- Жена Елена Николаевна Анденко (род. 1955).
- Сын Сергей (род. 1980 сконч. 12.02.2013)
- Дочь Ольга (род. 1987), бизнесмен, с октября 2012 года — владелец контрольного пакета акций карельского предприятия по добыче щебёнки ООО «Медвежья гора»[3][4][5]